# Staten Kreta
Staten Kreta (græsk: Κρητική Πολιτεία, Kritiki Politia; osmannisk tyrkisk: كريد دولتى, Girit Devleti) var en statsdannelse på Kreta fra 1898 til 1913, som blev dannet i 1898 efter en række uroligheder på den daværende osmanniske ø Kreta i midten af 1890'erne. Under den græsk-tyrkiske krig i 1897 greb Storbritannien, Frankrig, Italien og Rusland ind. London-traktaten af 1913 opløste staten, som derefter blev indlemmet i Grækenland.